# Chesterina Sim Zecha
Chesterina Sim Zecha (* 1943 in Indonesien) ist eine ehemalige indonesische Tänzerin und Schauspielerin. In Folge ihrer Hochzeit mit einem malaysischen Prinzen 1973 änderte sich ihr Name mit dem neuen Titel in Che Engku Chesterina.

## Leben und Wirken
Chesterina Sim Zecha begann im Jahr 1956 in England eine Ausbildung zur Balletttänzerin. Während ihrer Auftritte in dem Musical Flower Drum Song von Rodgers und Hammerstein wurde ihr außergewöhnliches Talent durch den Choreographen Peter Wright entdeckt. Sie erhielt daraufhin unter Wrights Leitung die Hauptrolle der Odette in Tschaikowskis Schwanensee beim Festival of Cork. Anschließend wechselte sie an das Stuttgarter Ballett, wo sie zum Ensemble von John Cranko gehörte. In den Jahren 1969 bis 1972 hatte sie einige Auftritte in deutschen Fernsehproduktionen.
Nach ihrer Verheiratung 1973 mit einem malaysischen Prinzen zog sie sich von Bühne und Film zurück. Sie erhielt den Titel Che Engku (Prinzessin).

## Filmografie (Auswahl)
- 1969: Tausendundeine Nacht (Fernsehserie)
- 1971: Der Opernball (Fernsehfilm)
- 1972: Die Geisha (Fernsehfilm)

## Weblink
- Chesterina Sim Zecha bei IMDb